# Kazoo

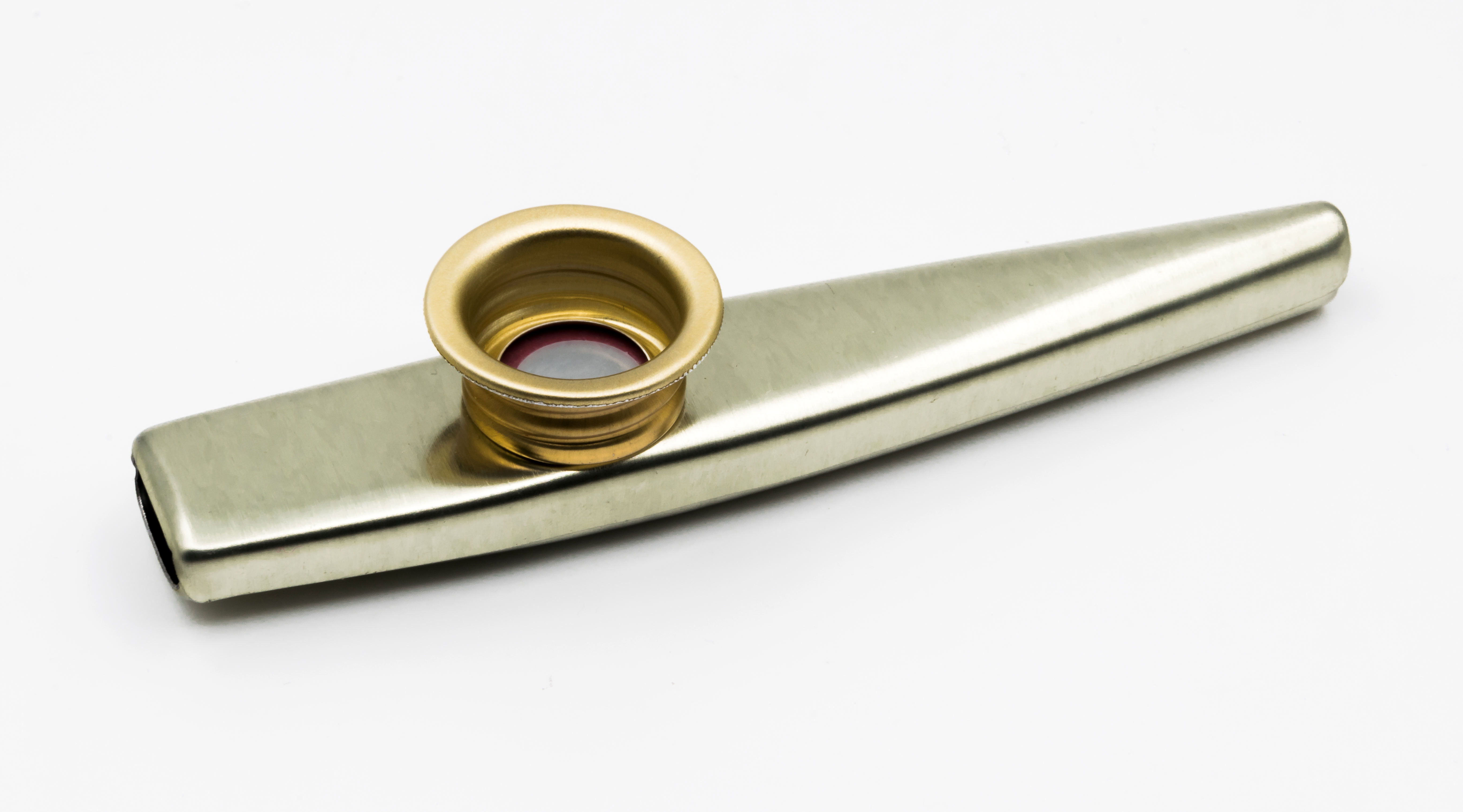
Kazoo de metal.

El kazoo es un instrumento musical informal estadounidense, un tipo comercial contemporáneo del tradicional mirlitón. Su invención en el siglo XIX se atribuye, aunque no está documentado, a un músico conocido por el nombre Vest Alabama, de Macon (Georgia), donde al parecer se fabricó el primer modelo por el relojero alemán Tadeo von Clegg siguiendo las indicaciones de Vest, que luego fue presentado en la Feria del Estado de Georgia en 1852. Los primeros modelos metálicos fueron fabricados y patentados por Eden, en Nueva York, donde todavía está la primitiva fábrica de kazoo.[cita requerida]
De los ejemplos de uso en la música rock, pueden recordarse la versión de "You're Sixteen" del baterista de The Beatles, Ringo Starr, y la canción "Lovely Rita" del álbum Sgt. Pepper's Lonely Hearts Club Band (1967), del mismo grupo. Lo usó Queen en "Seaside Rendezvous", del álbum A Night at the Opera (1975); y Eric Clapton en San Francisco Bay Blues, del LP Unplugged (1992); y también lo usó Pink Floyd en la canción "Corporal Clegg", de su segundo álbum A Saucerful of Secrets (1968).
Con el nombre de "silbato de caña", el «kazoo» fue utilizado desde principios del siglo XX por algunas agrupaciones en el Carnaval de Cádiz y el Carnaval de Santa Cruz de Tenerife, en España. En España aparece también en grabaciones de Kiko Veneno, La Mandrágora, Los Delinqüentes y Piperrak. También lo han usado habitualmente el grupo musical humorístico argentino Les Luthiers y el grupo peruano de «skabilly» Turbopótamos.[cita requerida]
En la actualidad tienen un aspecto más moderno y gozan de bastante popularidad. Aunque no están en muchos sitios, en distintas tiendas se pueden encontrar de todos los tipos y colores.